# Košecké Podhradie
Košecké Podhradie je naseljeno mjesto u okrugu Ilava u  Trenčínskom kraju u Slovačkoj.

## Stanovništvo
| Godina:     | 1993. | 2003.   | 2013.   | 2023.   |
| ----------- | ----- | ------- | ------- | ------- |
| Broj ljudi: | 1109  | 1073    | 1043    | 1059    |
| Razlika:    |       | -3,24 % | -2,79 % | +1,53 % |

| Godina:     | 2022. | 2023.   |
| ----------- | ----- | ------- |
| Broj ljudi: | 1047  | 1059    |
| Razlika:    |       | +1,14 % |

Prema podacima o broju stanovnika iz 2023. godine naselje je imalo 1059 stanovnika.

## Vanjske poveznice
|  | Zajednički poslužitelj ima još gradiva o temi Košecké Podhradie |

- Službena stranica naselja (sl.)